# Маєток Линтварьових на Луці

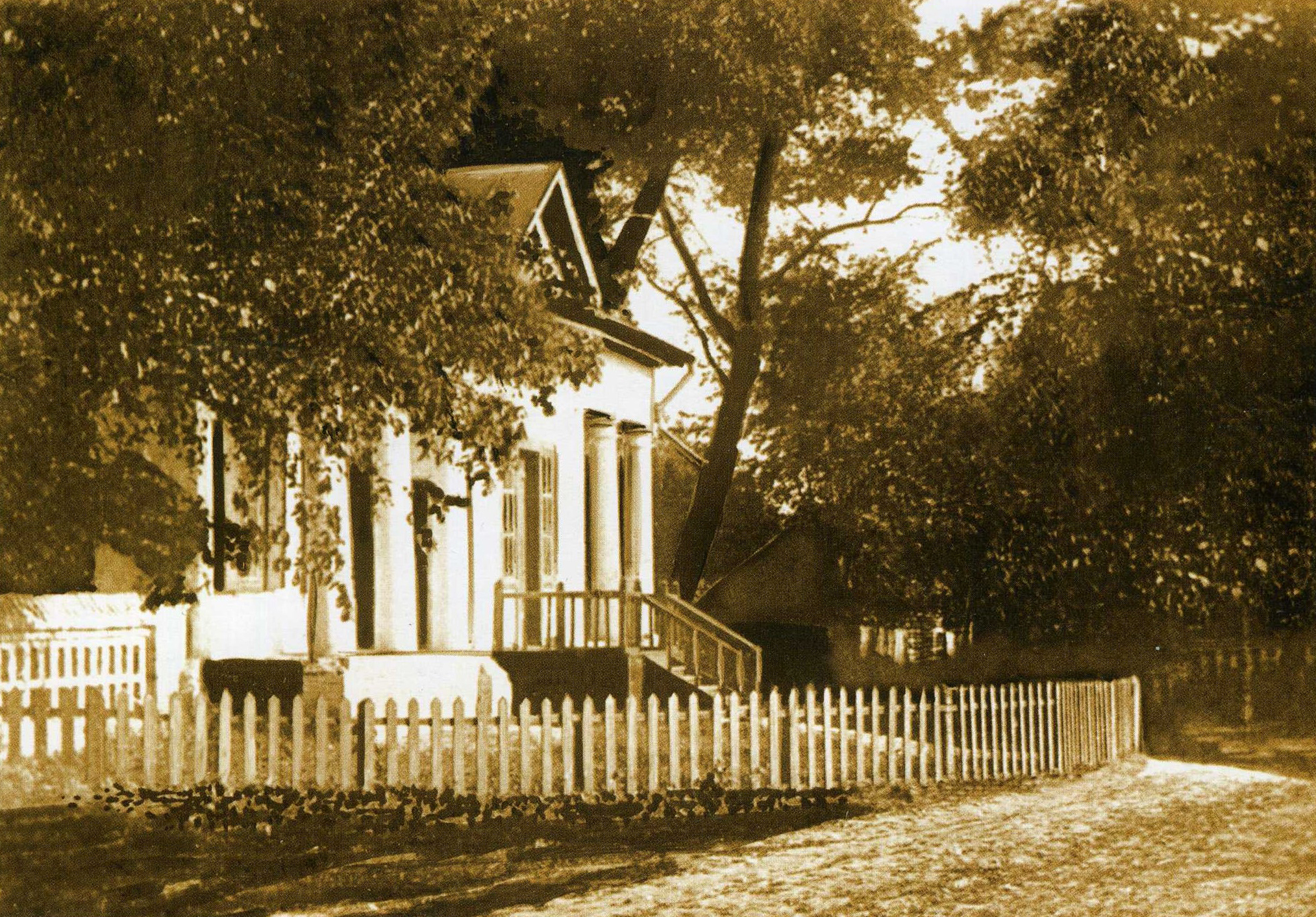
Західний флігель маєтку Линтварьових

Маєток Линтварьових — історичний комплекс розташований на пагорбі вдовж берега р. Псел у м. Суми. До його складу входили: економія (2 водяних млини) сім житлових будівель, відокремлених цегляною огорожею, на захід від садиби розташовувався парк, на північ — сад з родовим цвинтарем, а за ним ставок.

## Історія
Поміщицька садиба з хутором Кулішівським в основі належала до 1790 р. родині Самойлових.
Про це засвідчує документ:
1783 р. Купча за якою полковник Степан Іванович Кондратьєв продав за 3 т.р. сержанту Белевського полку К. Лаврентьєву все його майно в с. Баранівка: садибні землі з будівлями, орні, сінокісні, лісові угіддя, млин на р. Псел та в с. Лука три садибних будівлі й орну землю в урочищі Городище.
Далі Лаврентьєвим -1790-1825 рр.:
1790 р. Купча від генерал-поручика і дійсного камергера Олександра Миколайовича Самойлова сумському поміщику, поручику Михайлу Кузьмичу Лаврентьєву на успадкований від таємного радника, сенатора Миколи Борисовича Самойлова маєток в с. Лука, хутір Кулішівський зі двором, садом, орними та іншими землями 71 дес. 1616 саж. Та садибне місце, ліс та млин у х. Бібіковському з 25 душами чоловічої статі та 20 жіночої з їхніми житловими та господарськими будівлями, худобою, з хлібом озимим в землю посіяним за 1000 руб.
1795 р. Купча від зеньковского поміщика титулярного радника Івана Михайловича Лишеня поручику Михайлу Козьмичу Лаврентьєву на орну ниву при с. Лука, що дістались Лишеню по купчій 1790 р. від О. М. Самойлова.
Останніми власниками маєтку була родина Линтварьових — 1825—1917 рр.
У 1825 р. маєток зібраний батьком і сином Лаврентьєвими переданий М. К. Лаврентьєвим по заповіту рідному племіннику його Сумського повіту поміщику, титулярному раднику Павлу Михайловичу Линтварьову з тим, щоб він "закінчив мною розпочате будівництво храму в ім'я Святої Трійці в тому вигляді як було мною замислено, що є його найпершим обов'язком після моєї смерті. Окрім того, якщо з мого маєтку і грошей він вирішить когось одарити з моїх родичів чи дворових, то це будуть: Михайло Максименко з дружиною і дітьми, вдови Настасія Серенкова та Дар'я Серенкова з сином Олексієм, Євдокія Педченкова, Єфімія Трофімінкова, Павло Петренко, Ігнат Мервенко, Олексій Науменко. Пелагеї Химченковій з дітьми по своїй смерті даю від кріпацтва повну свободу, до моєї ж смерті вони мають бути в повному моєму розпорядженні та покорі. Після моєї смерті Павло повинен видати цим людям відповідні відпускні. На розсуд Павла він може дати відпускні і іншим людям.*
Після 1917 року маєток розграбували. На той час там вже ніхто із господарів не жив. У 1924 році було прийнято рішення про передачу маєтку "для культурних справ, де мали розміститись куточок Леніна, Чеховський музей та інші культурні починання. В ті часи маєток отримав назву «Чеховський будиночок». За радянських часів тут розміщувались різноманітні установи, а під час Другої світової війни — німецька військова частина. У 1950 році головний будинок реконструювали: центральна тераса між східним і західним крилами будинку була закладена цеглою, а в підвалі влаштована котельна. Внутрішнє планування збереглось. Довгий час тут була школа, згодом — станція юних натуралістів. У кінці 1980-х років у маєтку розпочались реставраційні роботи: був перекритий дах будинку, прибрана котельна. В 1960 році в маєтку Линтварьових був відкритий музей Чехова, в якому зберігаються речі, документи та фотографії, що належали письменнику.

## Опис

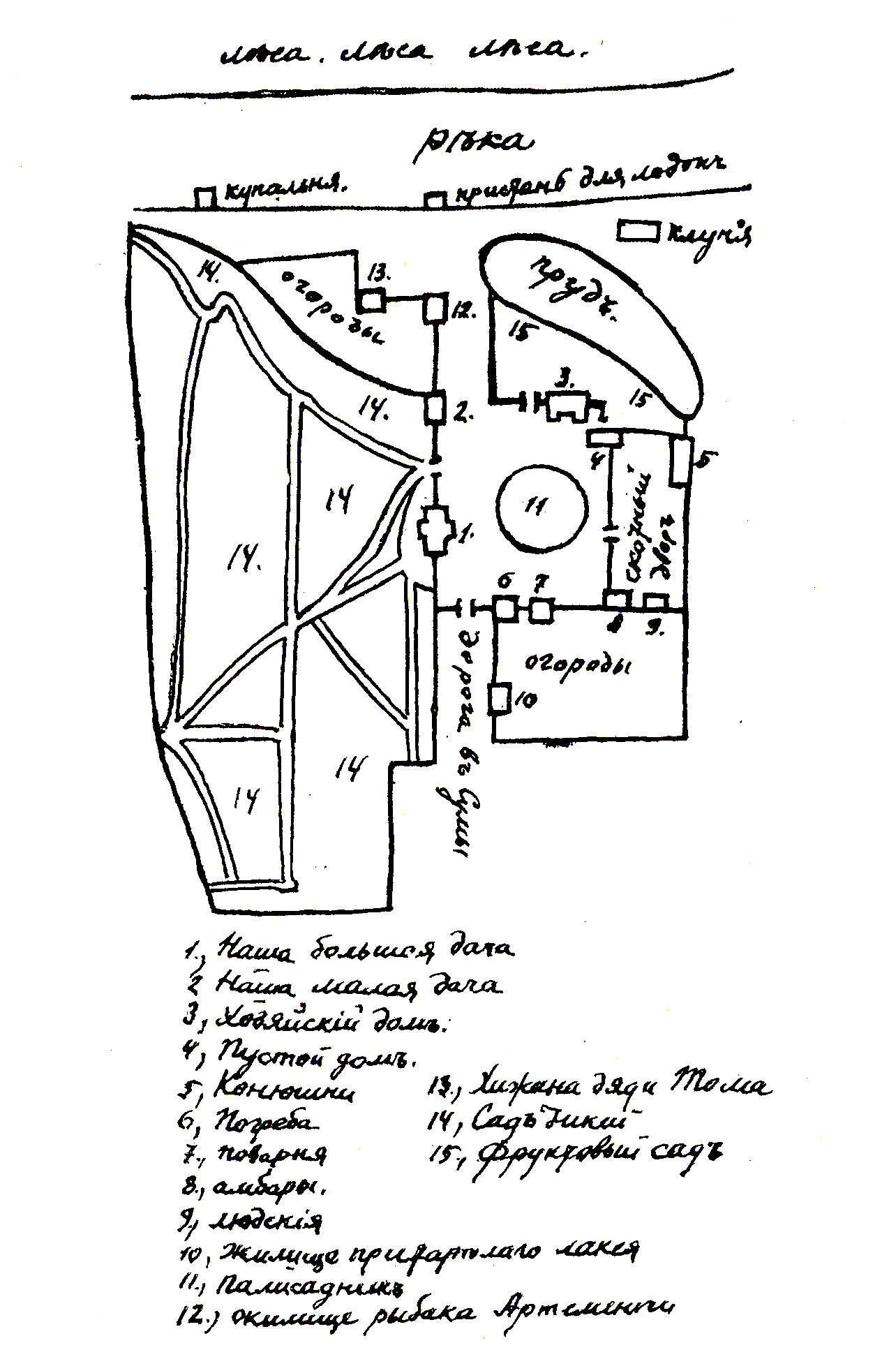
План маєтку Линтварьових зроблений А. П. Чеховим

В склад маєтку входили: економія (2 водяних млини), сім житлових будівель, відокремлених цегляною огорожею, на захід від садиби розташовувався парк, на північ — сад з родовим цвинтарем, а за ним ставок..
Первісний варіант головного будинку відноситься до кінця 18 ст. Це була одноповерхова цегляна споруда, що являла в плані прямокутник з центральними ризалітами на північному та південному фасадах. Внутрішні інтер'єри прикрашали камін, печі оздоблені кахлем, ліпнина. В середині 19 ст. будинок дещо оновили. Були добудовані мезонін, збільшені отвори вікон, прибудована відкрита тераса, зроблені підвальні приміщення. Центральний фасад прикрасили карнизом із декором. Згодом балкони мезоніну були розібрані, тераса закладена. Внутрішні інтер'єри кімнат оздоблювались карнизами, розетками на стелях, штукатуркою. За часів Чехова в будинку було чимало старовинних меблів і величезна бібліотека. Кімнати прикрашали етюди В. Є. Маковського. Тут жили: Олексадра Василівна, Жорж, Олена, Зінаїда та Наталья Линтварьови.
Флігель в якому жив А. П. Чехов збудований в першій чверті 19 ст. із класичним портиком на шість колон, трикутним фронтоном і ґанком. Мав шість кімнат з анфіладним розташуванням.
Другий флігель являв собою цегляний баштоподібний будиночок на високому цоколі з окремими зовнішніми входами на кожний поверх. Був схожий на старовинний російський терем. Чехов називав його «Терем-теремок». Тут він приймав хворих, тут жив Павло Михайлович Линтварьов з дружиною.
Третій флігель — займав мировий судья Д. В. Деконор, тут же була кухня (кухарка полька Анна, дружина письмоводителя).
Четвертий флігель орендував службовець рафінадного заводу Григорій Олександрович Артеменко. Чехов з ним товаришував і разом рибалив
За архітектурним стилем припускають, що автором проекту маєтку міг бути П. А. Ярославський.
Образ маєтку в часи Линтварьових можна доповнити враженнями Михайла Павловича Чехова, який бував тут напередодні 1888 року: «Стара садиба з занедбаним садом, з могилами прародичів під деревами, що плакали від дощу …».
Садиба Линтварьових з великим занедбаним садом, з неодмінними для дворянських гнізд липовими алеями, з стрункими українськими тополями виходили до Пслу, який тут був широким, повноводним, із багатьма островами. З обох сторін головного будинку з традиційним мезоніном розташовувались флігеля.

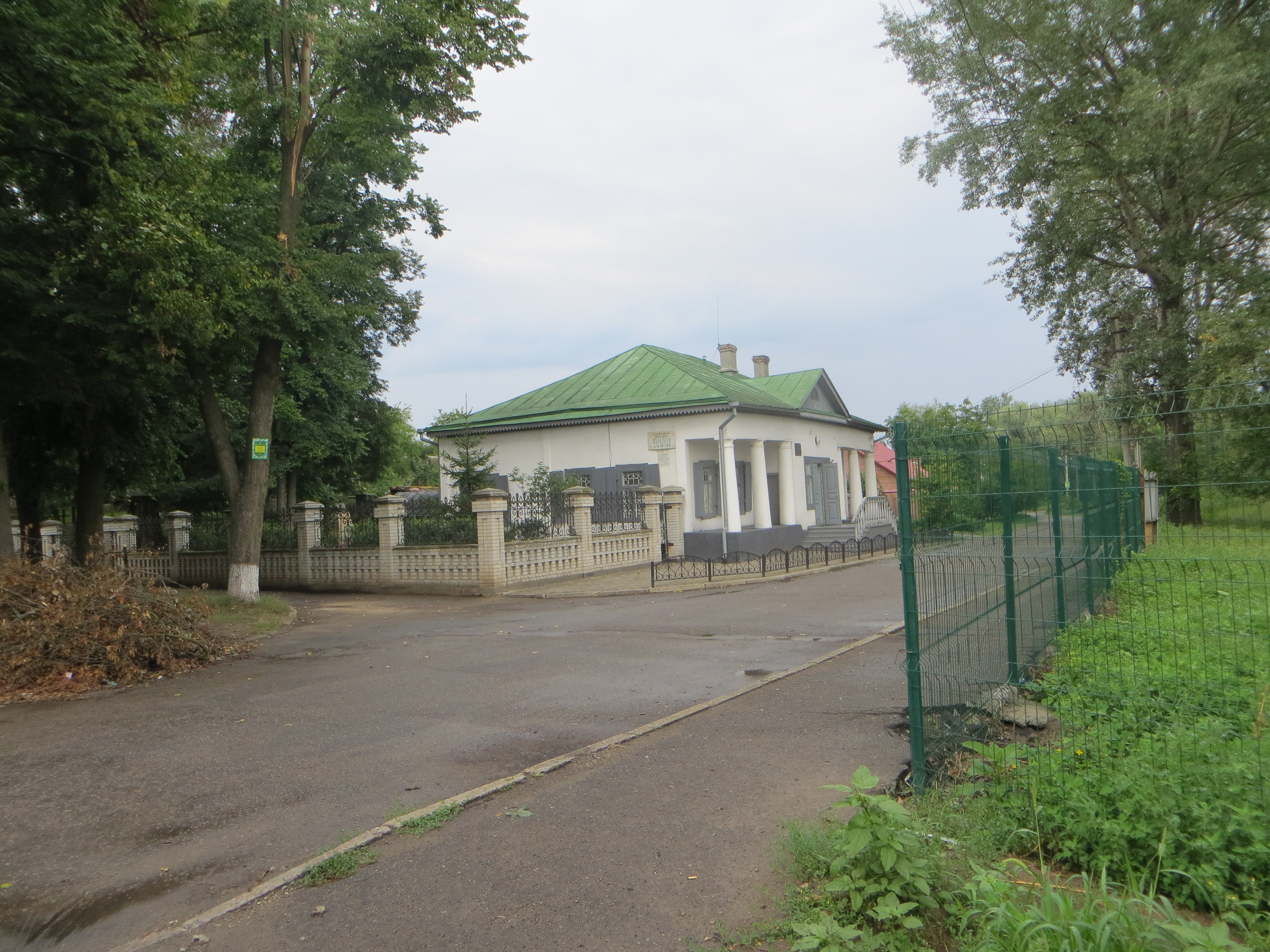
Флігель Чехова в маєтку Линтварьових
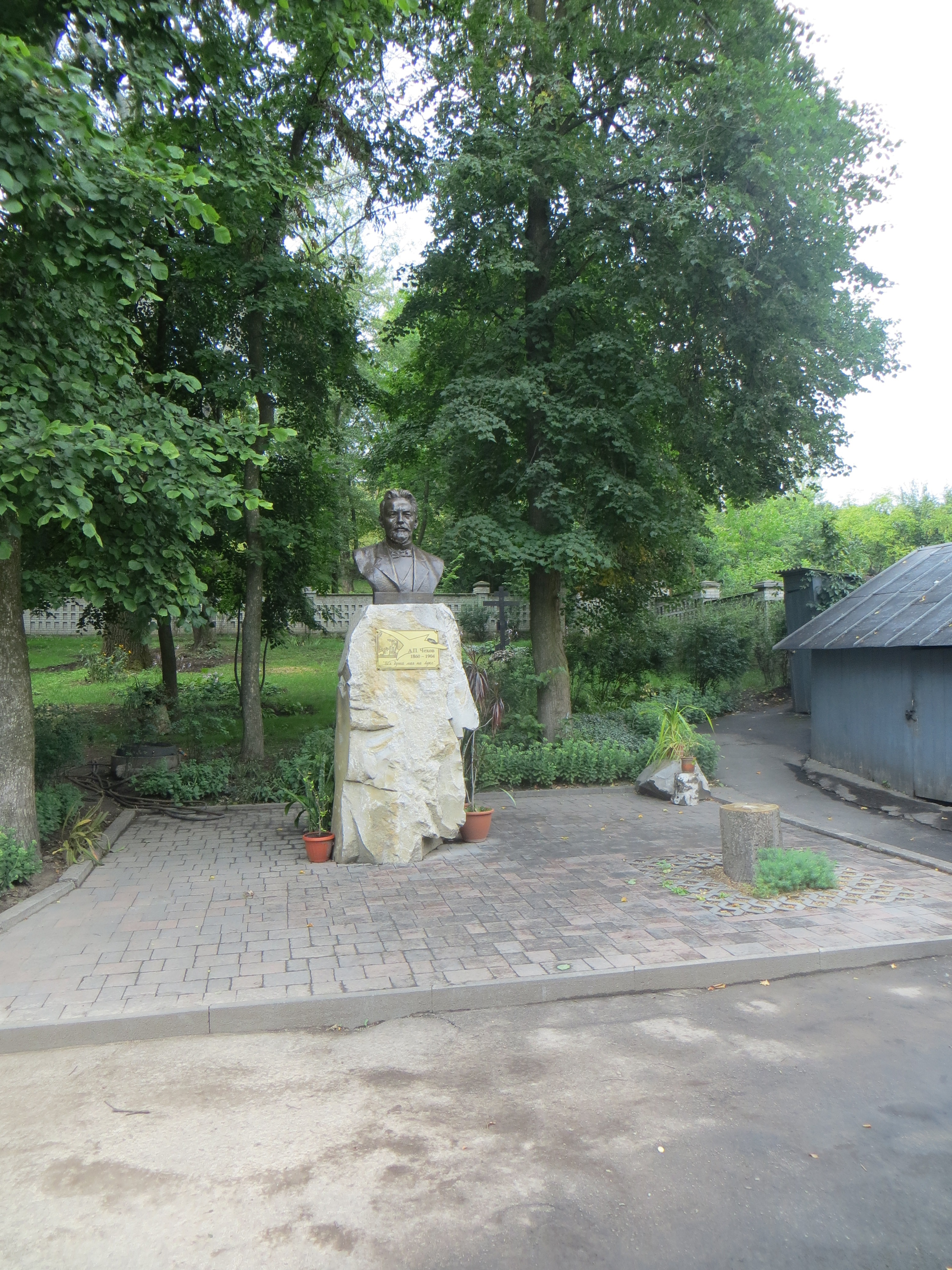
Пам'ятник Чехову в маєтку Линтварьових
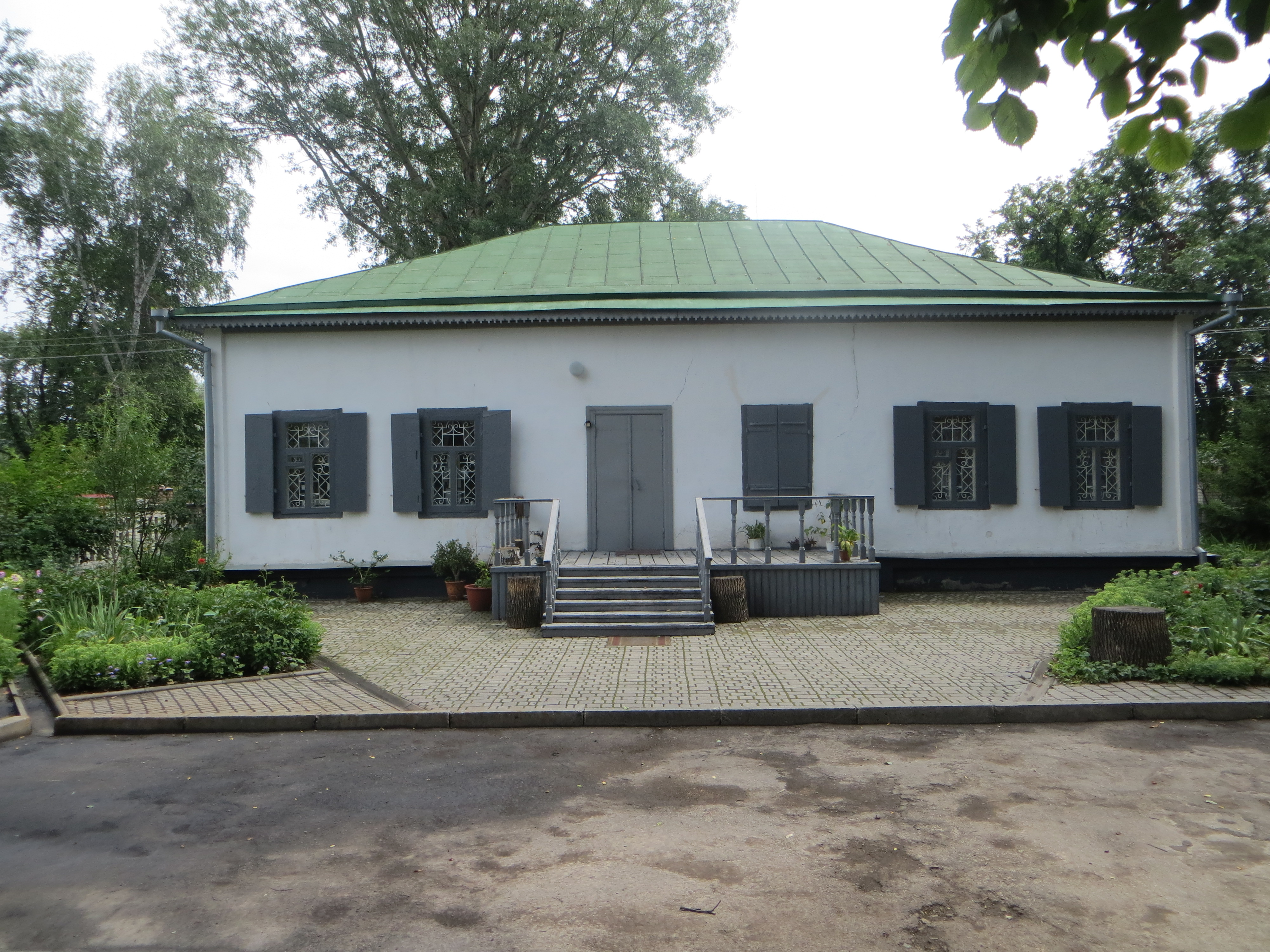
Флігель Чехова в маєтку Лука (парковий фасад)
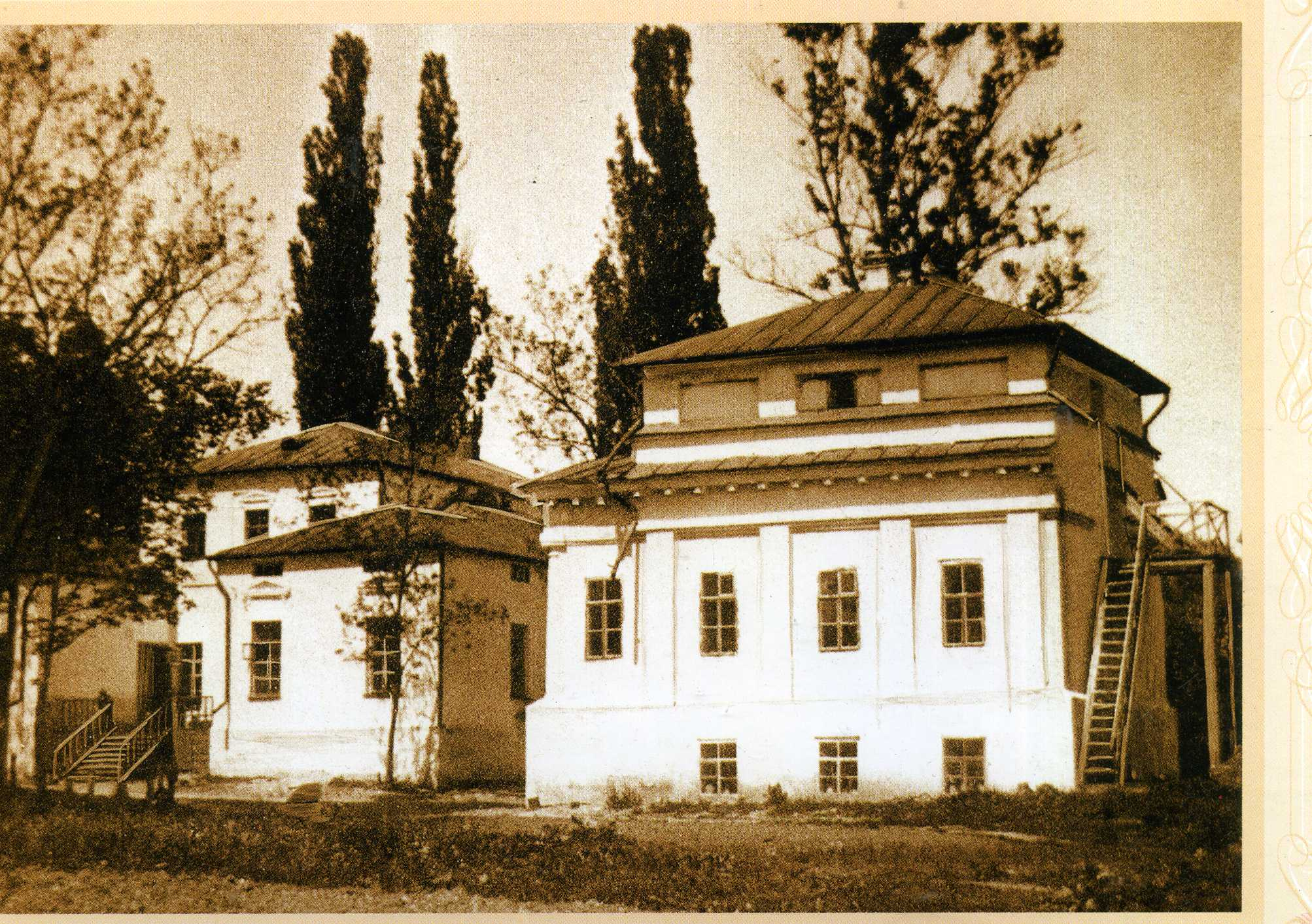
Головний будинок і східний флігель маєтку Линтварьових
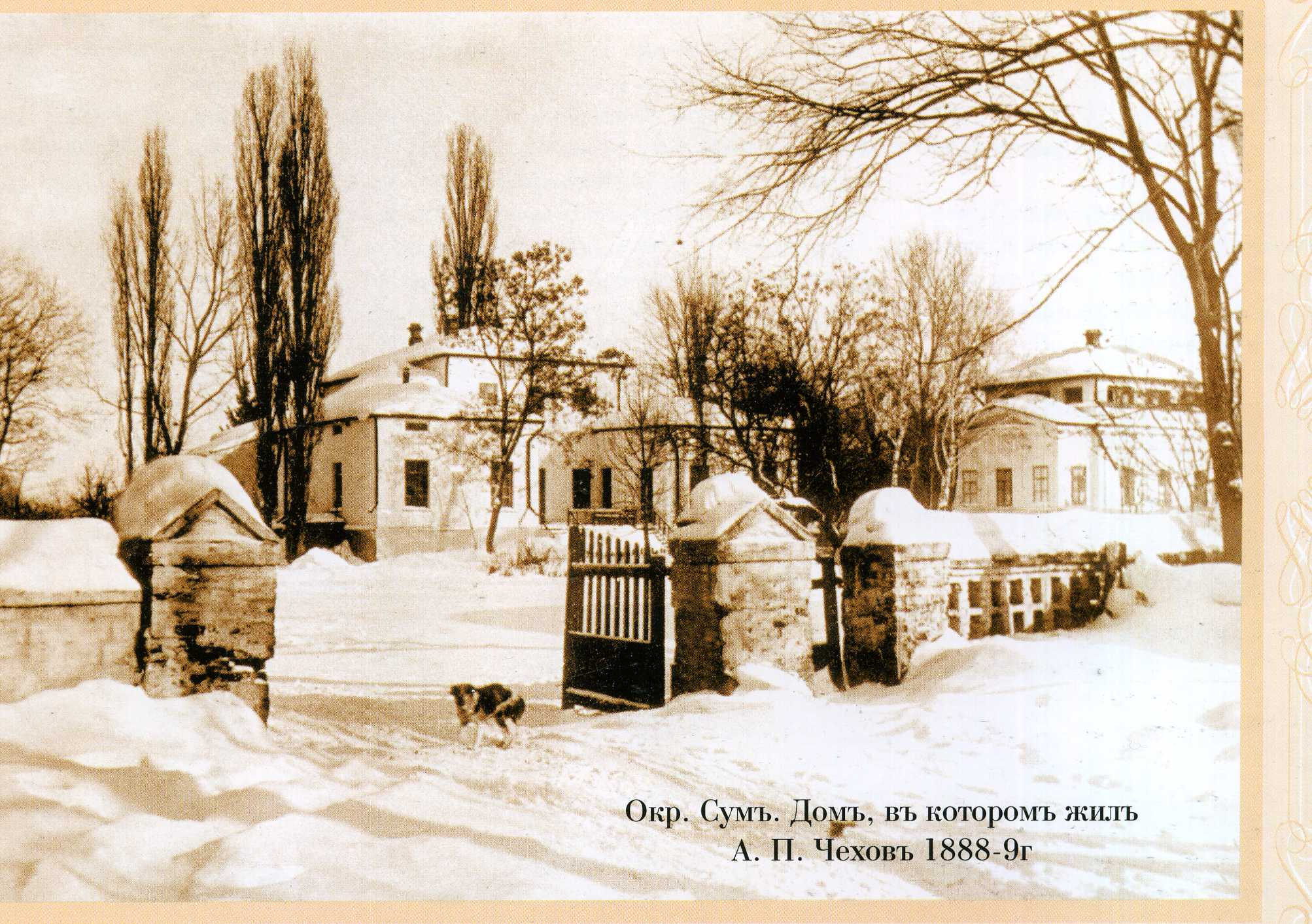
Загальний вид маєтку Линтварьових
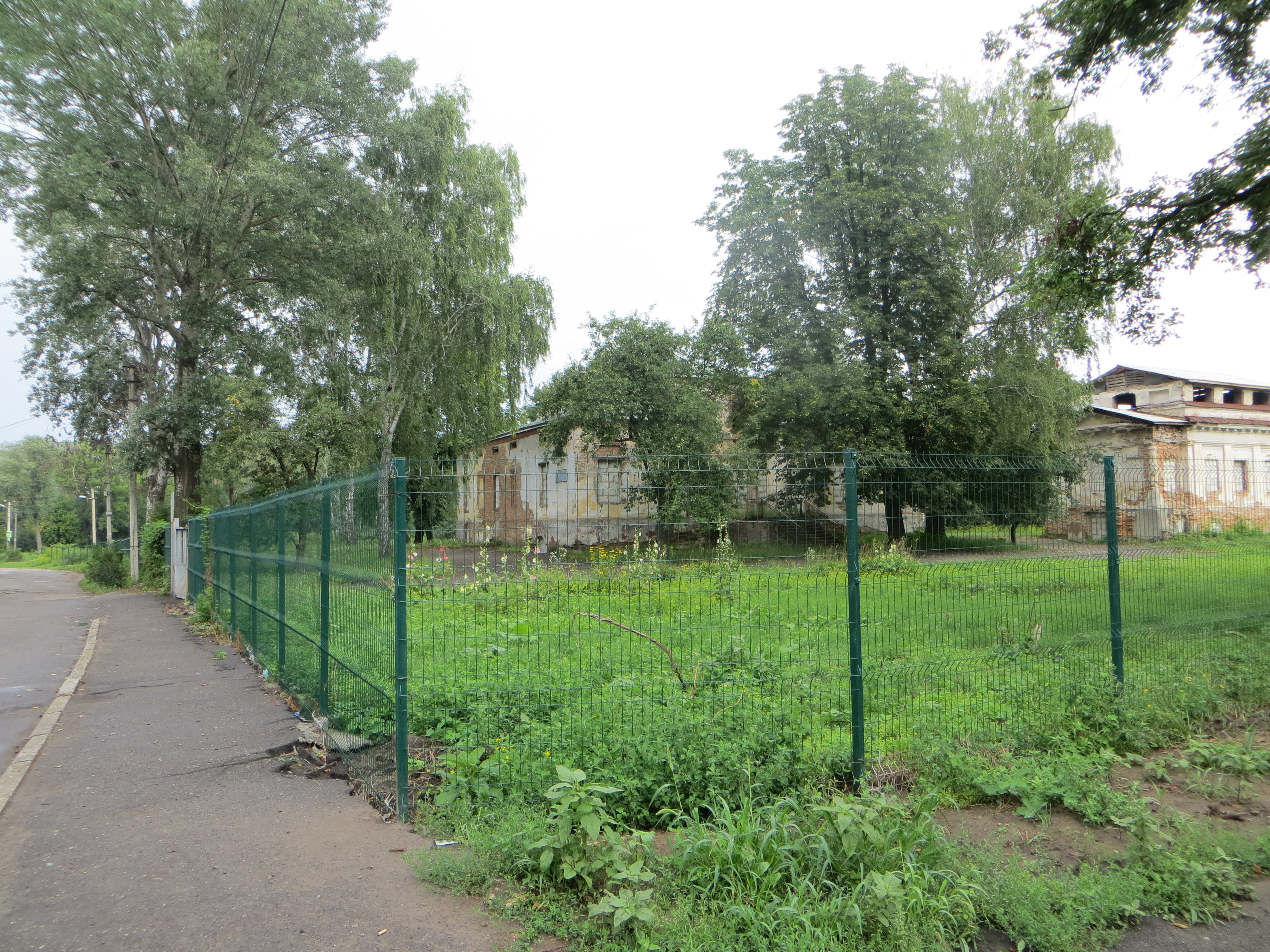
Маєток Линтварьових. Головний будинок. Флігель "Терем-Теремок".
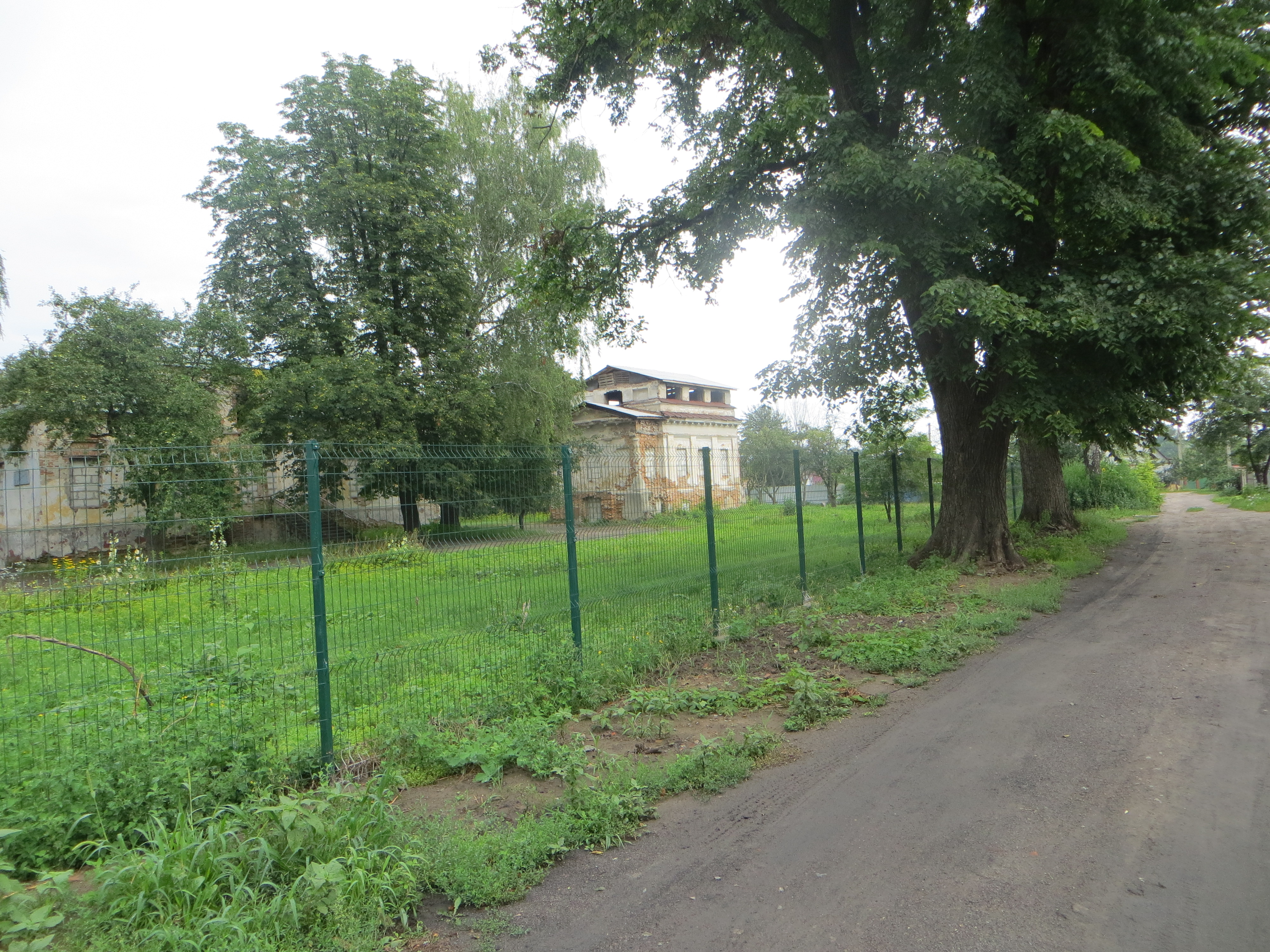
Маєток Линтварьових. Флігель "Терем-Теремок". Головний фасад.